# 鈴が峰住宅
鈴が峰住宅（すずがみねじゅうたく）は、広島県広島市西区の団地名である。傾斜地に建ち並んでいる多様な住棟群で知られている。正式な住所は鈴が峰町であり、丁目の分類はない。郵便番号は733-0852（広島西郵便局管区）。当地域の人口は5,085人、世帯数は2,278世帯。面積は54ヘクタール。

## 地理

### 鈴が峰住宅の位置
鈴が峰住宅は広島市中心部（紙屋町）から西へ約6km、同市西区に位置する住宅団地。鈴ヶ峰南麓を切り開いて造成され、団地には崖が多い。。戸建て住宅のほか、アパートも立ち並ぶ。西で井口台や井口、南で草津、北で田方と接する。団地北側の地下に西広島バイパスの鈴ヶ峰トンネルが走る。

### 鈴が峰住宅団地内の地理
団地南部には広島市立鈴が峰小学校が立地。団地の東隣、井口台には広島市立井口台中学校があり、井口台とともに鈴が峰を校区としている。団地北西部の鈴が峰公園からの眺望は、広島ビジターズ・インダストリー戦略における瀬戸内眺望五景とビューポイントガイドの候補地となった。

## 歴史

### 沿革
広島西部開発事業計画により造られた団地。広島西部開発事業計画は、山地部にて宅地を造成し、それらの排出土砂を利用した海面埋め立てにより、流通機能を高めたり工業用地不足を補うというものだった1964年に基本調査が始まり、1966年から事業着手。鈴ヶ峰の山麓を削り、現在の商工センターなどになる地区の埋め立てが行われた。削り取られた場所は団地用地となり、鈴が峰住宅が建設される。1977年には入居が開始される。その後人口は増加、1988年には鈴が峰小学校の在校生数はピークに達し、1,200人となる。

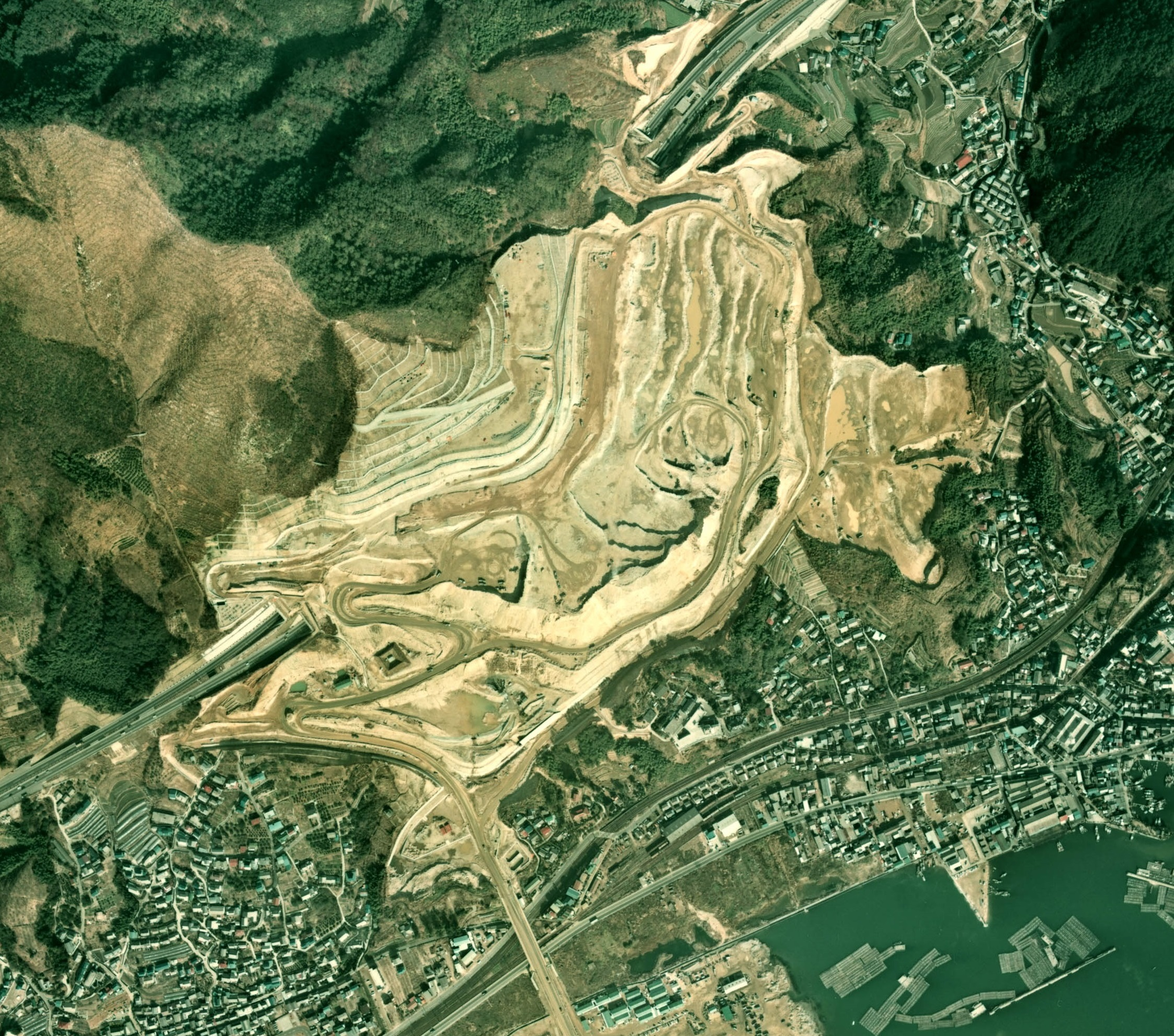
1974年度。写真中央の白く映っている場所がほぼ現在の鈴が峰住宅と重なる。国土交通省 国土地理院 地図・空中写真閲覧サービスの空中写真を基に作成
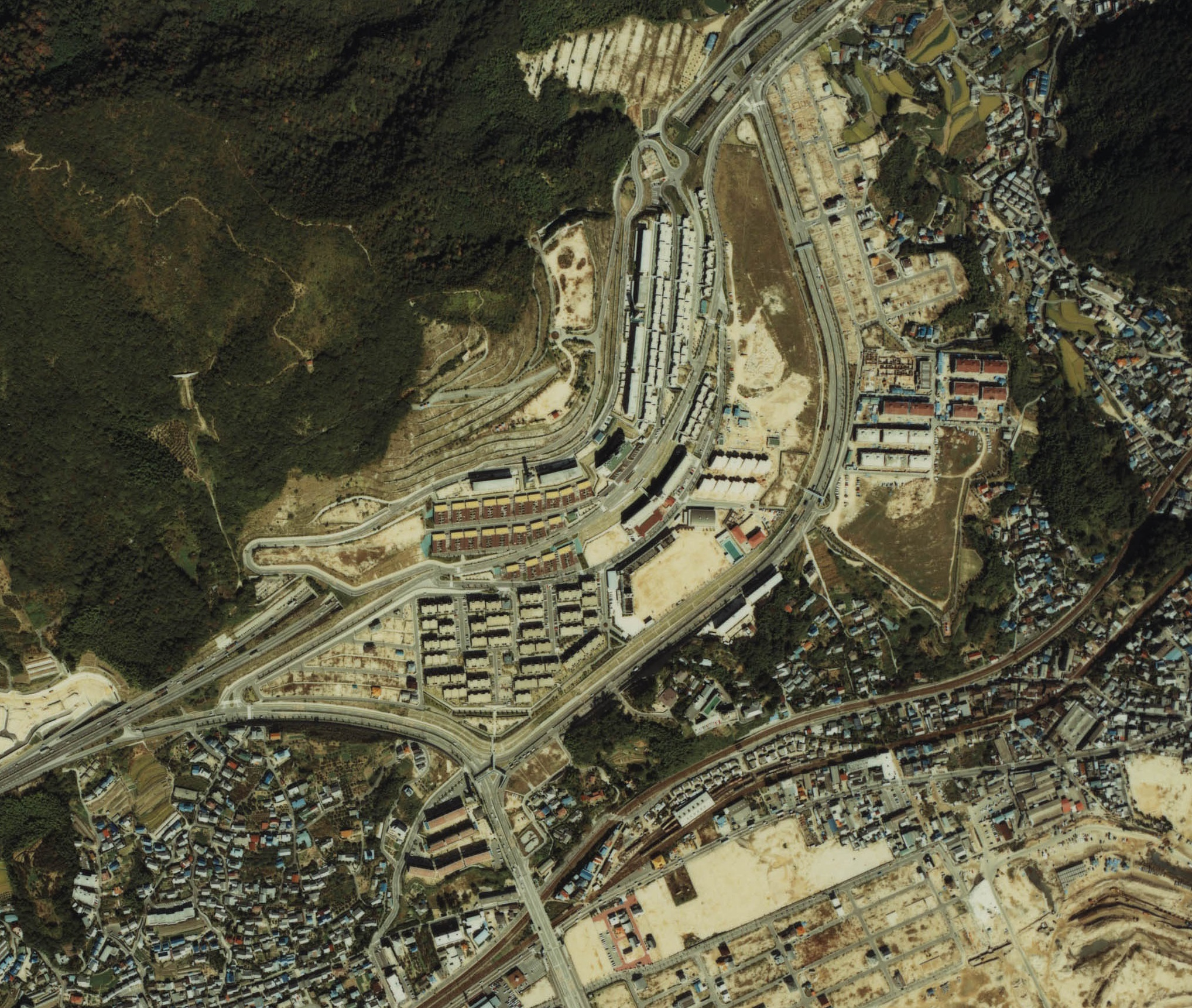
1981年度。住宅の一部が建設されている。国土交通省 国土地理院 地図・空中写真閲覧サービスの空中写真を基に作成
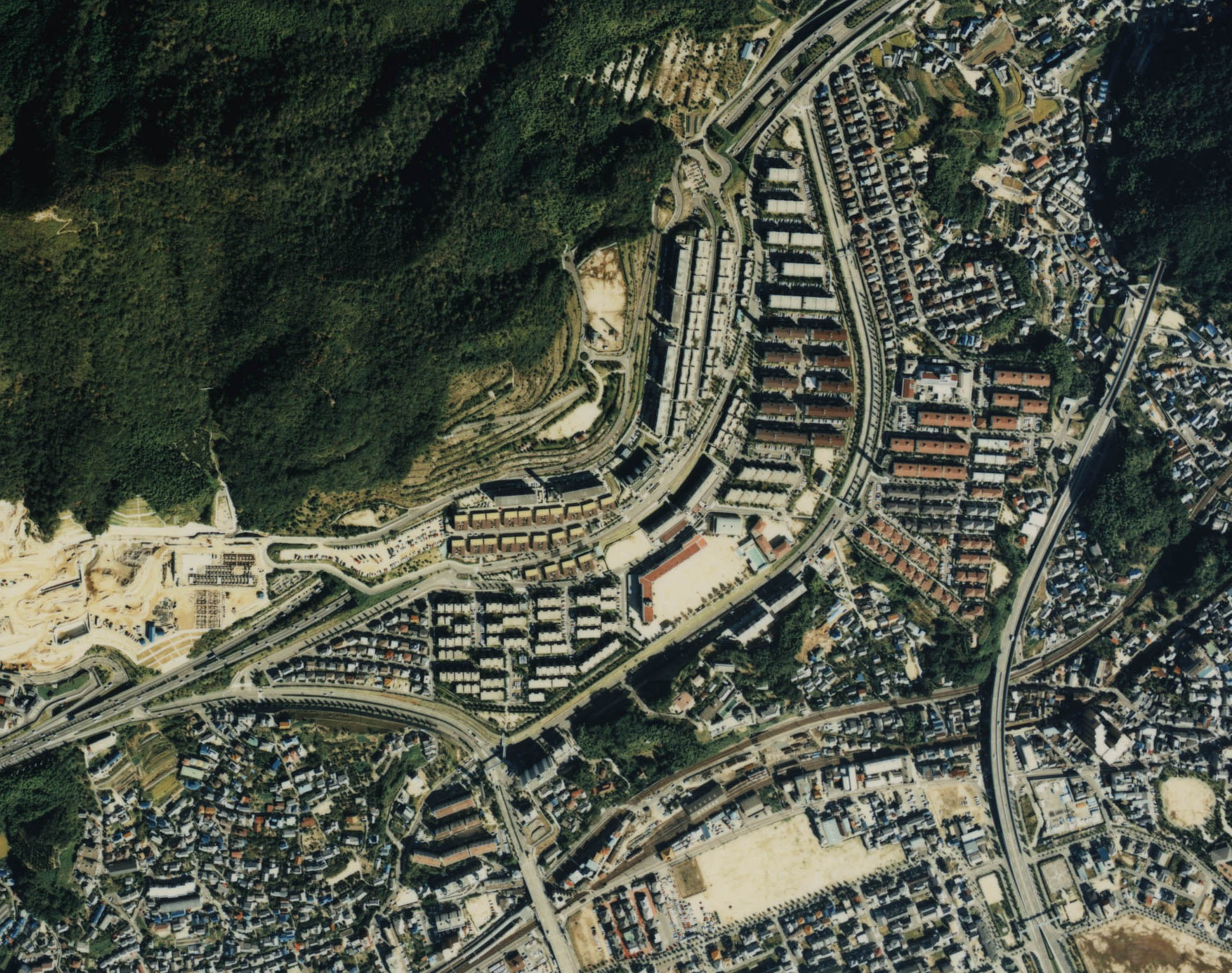
1988年度。現在の井口台四丁目の造成が行われている。国土交通省 国土地理院 地図・空中写真閲覧サービスの空中写真を基に作成

### 人口の変遷
総数 [戸数または世帯数： 、人口：  ]
| 1980年（昭和55年）12月末 | 1,079世帯 3,491人 |
| 1990年（平成2年）12月末  | 2,370世帯 7,941人 |
| 2000年（平成12年）12月末 | 2,318世帯 6,592人 |
| 2010年（平成22年）12月末 | 2,219世帯 5,232人 |
| 2014年（平成26年）2月末  | 2,278世帯 5,085人 |

## 交通

### バス
広島バスが運行するバス路線である鈴商線が時計回りに走っており、団地内とアルパークを結んでいる。広島電鉄によるバスである広電バスが団地内を走っており、たとえば広島バスセンター行きには鈴が峰住宅バスストップなどで乗り降りできる。

### 鉄道
JR西日本山陽本線新井口駅、広島電鉄宮島線商工センター入口駅は、団地南端そばにある。

### 道路
西広島バイパス（国道2号）商工センターランプが団地の両端を挟んでいる。また、団地南方には宮島街道が走っている。

## いきいきタウンすずがみね
2003年、鈴が峰住宅は広島市西区の健康な街づくりを進めていくモデル地区となった。これに伴い、鈴が峰ボランティアワークスが結成され、社会福祉協議会の協力を得て「いきいきタウンすずがみね」という、鈴が峰の町の改造構想が発表された。